# Machy (Somme)
Machy is een gemeente in het Franse departement Somme (regio Hauts-de-France) en telt 127 inwoners (2008). De plaats maakt deel uit van het arrondissement Abbeville.

## Geografie
De oppervlakte van Machy bedraagt 3,3 km², de bevolkingsdichtheid is 36,1 inwoners per km².
De onderstaande kaart toont de ligging van Machy (Somme) met de belangrijkste infrastructuur en aangrenzende gemeenten.

## Demografie
Onderstaande figuur toont het verloop van het inwonertal (bron: INSEE-tellingen).